# Arsenio Iglesias Pardo
Arsenio Iglesias Pardo, també conegut com a Bruxo de Arteixo, Raposo de Arteixo, o simplement Arsenio, (Arteixo, 24 de desembre de 1930 - La Corunya, 5 de maig de 2023) va ser un jugador i entrenador de futbol gallec.

## Trajectòria
Nascut a Arteixo el 24 de desembre de 1930, va ser el més petit de nou germans.

### Com a futbolista
Debutà a Primera Divisió la temporada 1951/52 amb el Real Club Deportivo de La Coruña jugant contra el Futbol Club Barcelona al Camp de les Corts, on aconseguí marcar un gol al célebre porter blaugrana Antoni Ramallets, al que segons la llegenda Iglesias li digué "Perdón, señor" quan recollí la pilota del fons de la xarxa. Com a jugador també jugà amb el Granada CF i el Reial Oviedo, on es retirà del futbol la temporada 1964/65.

### Com a entrenador
La seva carrera com a entrenador, que el feu més cèlebre, s'inicià l'any 1970 quan en la seva primera temporada dirigint al Deportivo de La Coruña l'aconseguí ascendir a primera divisió. Posteriorment, entre el 1973 i el 1977 entrenà l'Hèrcules CF, al qual també aconseguí ascendir a primera divisió i finalitzar en 5a posició a la màxima categoria. La temporada 1977/78 també aconseguí retornar a primera divisió al Reial Saragossa.
Finalment retornaria novament a la banqueta del Deportivo de La Coruña, el qual retornà a primera divisió i aconseguí que visques una de les èpoques més daurades del club gallec en aconseguir guanyar l'any 1995 la Copa del Rei i la Supercopa d'Espanya, així com dos subcampionats de primera divisió, aconseguin portar per primera vegada a la història al Deportivo a participar en competicions europees.
Els seus èxits amb el Deportivo el portaren efímerament a entrenar al Reial Madrid l'any 1996 substituint a mitjan temporada al destituït Jorge Valdano.
L'any 2005 fou nomenat entrenador de la selecció gallega de futbol juntament amb Fernando Vázquez.

## Palmarès

### Com a entrenador
- 1 Copa del Rei (1994-95)
- Premi Don Balón al millor entrenador de la Lliga (1992–93 i 1994–95)
- Premio El País al millor entrenador de la temporada (1993–94)